# Coupe d'Europe des vainqueurs de coupe de football 1994-1995
Navigation
Coupe des coupes 1993-1994 Coupe des coupes 1995-1996
La Coupe d'Europe des vainqueurs de coupe 1994-1995 voit la victoire du Real Saragosse, qui bat le club londonien d'Arsenal après prolongation lors de la finale disputée au Parc des Princes de Paris. C'est un but marqué à la dernière minute de la prolongation, sur un tir de loin de l'attaquant de Saragosse, Nayim, qui offre la victoire au club espagnol.
C'est le deuxième titre international de l'histoire du Real Saragosse (après la Coupe des villes de foires 1964), qui offre la sixième Coupe des Coupes au football espagnol. Quant à Arsenal, qui dispute là la quatrième finale continentale de son histoire, il devient le septième tenant du titre à atteindre la finale.
C'est l'attaquant anglais d'Arsenal, Ian Wright, qui termine meilleur buteur de la compétition avec neuf réalisations.
Pour la première fois dans l'histoire de la compétition, un club moldave prend part à la Coupe des Coupes, il s'agit du CS Tiligul-Tiras Tiraspol.

## Tour préliminaire
| Équipe 1                  | Résultat | Équipe 2            | Aller | Retour |
| ------------------------- | -------- | ------------------- | ----- | ------ |
| Bangor FC                 | 0 - 5    | FC Tatran Presov    | 0 - 1 | 0 - 4  |
| Barry Town                | 0 - 7    | FK Zalgiris Vilnius | 0 - 1 | 0 - 6  |
| FK Bodø/Glimt             | 6 - 0    | Olimpija Riga       | 6 - 0 | 0 - 0  |
| Fandok Babrouïsk          | 4 - 4e   | SK Tirana           | 4 - 1 | 0 - 3  |
| Ferencváros TC            | 12 - 2   | F91 Dudelange       | 6 - 1 | 6 - 1  |
| Floriana FC               | 2 - 3    | Sligo Rovers        | 2 - 2 | 0 - 1  |
| ÍBK Keflavík              | 2 - 6    | Maccabi Tel-Aviv    | 1 - 2 | 1 - 4  |
| FC Norma Tallinn          | 1 - 14   | NK Maribor          | 1 - 4 | 0 - 10 |
| Pirin 1922 Blagoevgrad    | 4 - 0    | FC Schaan           | 3 - 0 | 1 - 0  |
| B71 Sandoy                | 0 - 7    | HJK Helsinki        | 0 - 5 | 0 - 2  |
| CS Tiligul-Tiras Tiraspol | 1 - 4    | Omonia Nicosie      | 0 - 1 | 1 - 3  |
| FK Viktoria Žižkov        | 4 - 3    | IFK Norrköping      | 1 - 0 | 3 - 3  |

## Seizièmes de finale
| Équipe 1               | Résultat      | Équipe 2             | Aller | Retour |
| ---------------------- | ------------- | -------------------- | ----- | ------ |
| FK Zalgiris Vilnius    | 2 - 3         | Feyenoord Rotterdam  | 1 - 1 | 1 - 2  |
| Maccabi Tel-Aviv       | 0 - 2         | Werder Brême         | 0 - 0 | 0 - 2  |
| Dundee United          | 4 - 5         | FC Tatran Presov     | 3 - 2 | 1 - 3  |
| Gloria Bistriţa        | 2 - 5         | Real Saragosse       | 2 - 1 | 0 - 4  |
| Sligo Rovers           | 2 - 5         | FC Bruges            | 1 - 2 | 1 - 3  |
| Pirin 1922 Blagoevgrad | 1 - 8         | Panathinaïkos        | 0 - 2 | 1 - 6  |
| Chelsea FC             | 4 - 2         | Viktoria Žižkov      | 4 - 2 | 0 - 0  |
| NK Maribor             | 1 - 4         | Austria Vienne       | 1 - 1 | 0 - 3  |
| Brøndby IF             | 4 - 0         | SK Tirana            | 3 - 0 | 1 - 0  |
| Omonia Nicosie         | 1 - 6         | Arsenal FC           | 1 - 3 | 0 - 3  |
| Beşiktaş               | 3 - 1         | HJK Helsinki         | 2 - 0 | 1 - 1  |
| Croatia Zagreb         | 3 - 4         | AJ Auxerre           | 3 - 1 | 0 - 3  |
| FK Bodø/Glimt          | 3 - 4         | Sampdoria            | 3 - 2 | 0 - 2  |
| Grasshoppers Zurich    | 3 - 1         | Tchornomorets Odessa | 3 - 0 | 0 - 1  |
| FC Porto               | 3 - 0         | ŁKS Łódź             | 2 - 0 | 1 - 0  |
| CSKA Moscou            | 3 - 3 6-7 tab | Ferencváros TC       | 2 - 1 | 1 - 2  |

## Huitièmes de finale
| Équipe 1            | Résultat | Équipe 2           | Aller | Retour |
| ------------------- | -------- | ------------------ | ----- | ------ |
| Feyenoord Rotterdam | 5 - 3    | Werder Brême       | 1 - 0 | 4 - 3  |
| FC Tatran Presov    | 1 - 6    | Real Saragosse     | 0 - 4 | 1 - 2  |
| FC Bruges           | 1 - 0    | Panathinaïkos      | 1 - 0 | 0 - 0  |
| Chelsea FC          | 1e - 1   | Austria Vienne     | 0 - 0 | 1 - 1  |
| Brøndby IF          | 3 - 4    | Arsenal            | 1 - 2 | 2 - 2  |
| Beşiktaş            | 2 - 4    | AJ Auxerre         | 2 - 2 | 0 - 2  |
| FC Porto            | 6 - 2    | Ferencváros TC     | 6 - 0 | 0 - 2  |
| Sampdoria           | 5 - 3    | Grasshopper Zürich | 3 - 0 | 2 - 3  |

## Quarts de finale
| Équipe 1            | Résultat      | Équipe 2       | Aller | Retour |
| ------------------- | ------------- | -------------- | ----- | ------ |
| Feyenoord Rotterdam | 1 - 2         | Real Saragosse | 1 - 0 | 0 - 2  |
| FC Bruges           | 1 - 2         | Chelsea FC     | 1 - 0 | 0 - 2  |
| Arsenal             | 2 - 1         | AJ Auxerre     | 1 - 1 | 1 - 0  |
| Sampdoria           | 1 - 1 5-3 tab | FC Porto       | 0 - 1 | 1 - 0  |

## Demi-finales
| Équipe 1       | Résultat      | Équipe 2   | Aller | Retour |
| -------------- | ------------- | ---------- | ----- | ------ |
| Real Saragosse | 4 - 3         | Chelsea FC | 3 - 0 | 1 - 3  |
| Arsenal        | 5 - 5 3-2 tab | Sampdoria  | 3 - 2 | 2 - 3  |

## Finale
| Équipe 1 | Résultat | Équipe 2       |
| -------- | -------- | -------------- |
| Arsenal  | 1 - 2    | Real Saragosse |